# Тёсовское сельское поселение
Тёсовское сельское поселение — упразднённое сельское поселение на территории Лужского муниципального района Ленинградской области.
Бывший административный центр — посёлок Тёсово-4.

## География
Поселение располагалось в юго-восточной части района.
Граничило:
- на севере — с Ям-Тёсовским сельским поселением
- на востоке и юге — с Новгородской областью
- на западе — с Оредежским сельским поселением

Расстояние от бывшего административного центра поселения до районного центра — 46 км.

## История
В начале 1920-х годов в составе Тесовской волости Новгородского уезда Новгородской губернии был образован Каменнополянский сельсовет с центром в селе Каменные Поляны.
В августе 1927 года Каменнополянский сельсовет вошёл в состав Черновского района Новгородского округа Ленинградской области.
10 декабря 1928 года Каменнополянский сельсовет был передан в состав Оредежского района Лужского округа.
10 июля 1959 года центр Каменно-Полянского сельсовета был перенесён в посёлок Тёсово-4, а сельсовет переименован в Тесовский.
22 октября 1959 года Оредежский район был ликвидирован, Тесовский сельсовет вошёл в состав Лужского района.
18 января 1994 года постановлением главы администрации Ленинградской области № 10 «Об изменениях административно-территориального устройства районов Ленинградской области» Тёсовский сельсовет, также как и все другие сельсоветы области, был преобразован в Тёсовскую волость.
1 января 2006 года в соответствии с областным законом № 65-оз от 28 сентября 2004 года «Об установлении границ и наделении соответствующим статусом муниципального образования Лужский муниципальный район и муниципальных образований в его составе» было образовано Тёсовское сельское поселение, в состав которого вошла территория бывшей Тёсовской волости и 4 населённых пункта Оредежской волости.
19 мая 2019 года Тёсовское сельское поселение было упразднено, в его территория вошла в Оредежское сельское поселение.

## Население
| 2006  | 2010  | 2011  | 2012  | 2013  | 2014  | 2015  |
| ----- | ----- | ----- | ----- | ----- | ----- | ----- |
| 2000  | ↗2150 | ↗2151 | ↘2128 | ↘2116 | ↗2119 | ↘2108 |
| 2016  | 2017  | 2018  | 2019  |       |       |       |
| ↘2045 | ↘1997 | ↘1924 | ↘1871 |       |       |       |

## Состав сельского поселения
На территории поселения находились 12 населённых пунктов:
| №  | Населённый пункт | Тип населённого пункта | Население    |
| -- | ---------------- | ---------------------- | ------------ |
| 1  | Белое            | деревня                | ↗110 (2017)  |
| 2  | Великое Село     | деревня                | ↘11 (2017)   |
| 3  | Вельяшева Горка  | деревня                | ↗1 (2017)    |
| 4  | Гверёздно        | деревня                | ↘33 (2017)   |
| 5  | Мошковые Поляны  | деревня                | ↘95 (2017)   |
| 6  | Пожарище         | деревня                | ↗12 (2017)   |
| 7  | Почап            | деревня                | ↗1122 (2017) |
| 8  | Стаи             | деревня                | ↗2 (2017)    |
| 9  | Тёсово-4         | посёлок                | ↘644 (2017)  |
| 10 | Хлупино          | деревня                | ↗26 (2017)   |
| 11 | Холомцы          | деревня                | ↗37 (2017)   |
| 12 | Хрепёлка         | деревня                | ↘26 (2017)   |